# Scott Miller (programmeur)
Pour les articles homonymes, voir Scott Miller et Miller.
Scott Miller (né en 1961) est le fondateur et le PDG d'Apogee Software, entreprise désormais connue sous le nom de 3D Realms. Il commence sa carrière comme programmeur de jeux vidéo en 1987 avec la sortie de Kingdom of Kroz et par la suite de plusieurs jeux de la série Kroz. Il s'occupe désormais des affaires de 3D Realms en produisant ou en co-créant des jeux comme Wolfenstein 3D, Raptor, la série des Duke Nukem, Terminal Velocity, et plus récemment Max Payne ou encore Prey.